# Numerais abjad
Os Numerais Abjad são usados no sistema numeral decimal, no qual as 28 letras do alfabeto árabe apesentam valores numéricos. Foram usados no mundo dos falantes do árabe, mesmo antes dos algarismos árabes do século VIII. Na moderna língua árabe a palavra ʾabjadiyyah tem significado geral de "alfabeto".
No sistema numérico Abjad, a primeira letra do alfabeto árabe, aleph ʾalif, é usada para representar 1, a segunda letra bāʼ bāʾ, é usada para 2, e assim por diante, para as unidades 1 até 9; As demais letras são usadas para representar as nove dezenas e as nove centenas: yāʼ yāʾ para 10, kāf kāf para 20, qāf qāf para 100, etc.
A palavra "abjad" (أبجد ʾabjad) em si deriva das quarto primeiras letras do alfabeto fenício, aramaico e hebraico e outros similares (seriam, transliteradas para nós, as letras ABGD). Esses antigos alfabetos continham somente 22 letras, terminando em taw, que numericamente equivale a 400. Assim, o Abjad Árabe precisa de mais 4 letras não existentes em outras escritas: ṯāʼ ṯāʾ = 500, etc.

## Abjad - sequência
A sequência de letras da escrita árabe apresenta duas varantes ligeiramente diversas. O Abjad não é uma simples continuação histórica do antigo alfabeto norte samita. Qual apresenta uma sequência que corresponde à letra do aramaica samekh sameḵ/semkat ס, enquanto que nenhuma letra de qualquer escrita árabe mais recente deriva dessa letra. A falta dessa sameḵ foi compensada da letra shin šin ש em duas letras árabes independentes, ش (šīn) e ﺱ (sīn) que se deslocaram para cima, tomando o lugar da sameḵ.
A sequência mais com desse Abjad é, da direita para esquerda:
أ ب ج د ه و ز ح ط ي ك ل م ن س ع ف ص ق ر ش ت ث خ ذ ض ظ غ
ʾ b j d h w z ḥ ṭ y k l m n s ʿ f ṣ q r š t ṯ ḫ ḏ ḍ ẓ ġ 
Essa é vocalizada como segue:
- ʾabjad hawwaz ḥuṭṭī kalaman saʿfaṣ qarašat ṯaḫaḏ ḍaẓaġ.

Ou ainda:
- ʾabujadin hawazin ḥuṭiya kalman saʿfaṣ qurišat ṯaḫuḏ ḍaẓuġ

Outra sequência de Abjad, provavelmente mais antiga, agora confinada ao Magrebe é:
أ ب ج د ه و ز ح ط ي ك ل م ن ص ع ف ض ق ر س ت ث خ ذ ظ غ ش
ʾ b j d h w z ḥ ṭ y k l m n ṣ ʿ f ḍ q r s t ṯ ḫ ḏ ẓ ġ š
Que pode ser vocalizada como:
- ʾabujadin hawazin ḥuṭiya kalman ṣaʿfaḍ qurisat ṯaḫuḏ ẓaġuš

Dicionários modernos e outros livros de referência não usam a sequência de Abjad, em lugar disso, a mais nova ordem (com as letras parcialmente agrupada por formatos similares) usada é::
أ ب ت ث ج ح خ د ذ ر زس ش ص ض ط ظ ع غ ف ق ك ل م ن ه و ي
ʾ b t ṯ j ḥ ḫ d ḏ r z s š ṣ ḍ ṭ ẓ ʿ ġ f q k l m n h w y
Outro tipo de ordem alfabética ʾalfabaʾī muito usada no Magrebe até ser substituída o pela ordem de padrão “Mashriq” foi:
أ ب ت ث ج ح خ د ذ ر ز س ش ص ض ط ظ  ع غ ف ق ك ل م ن ه و ي

## Usos do sistema Abjad
Antes da introdução dos algarismos arábicos (também chamados Hindu-Arábicos) os numerais Abjad eram usados para todos os possíveis usos em matemática. Porém, no moderno mundo árabe eles são usados prioritariamente para numerar hierarquias, índices de obras escritas, itens de listas, pontos de informações. Em língua portuguesa, índices de informações são referidos como "A", "B", "C" (ou ainda numerais romanos: I, II, III, IV) e em Árabe são "أ", depois "ب", depois "ج", não as primeiras letras da sequência hijāʾī.
Os numerais árabes são também usados para atribuir números às palavras da língua árabe com objetivos de isopsefia, numerologia. A frase muito comum do árabe, um dito do islamismo, بسم الله الرحمن الرحيم bism illāh ir-raḥmān ir-raḥīm ("em nome de Deus, o bondoso, o misericordioso” – ver Basmala) tem o valor numérico de 786 (valor cumulativo letra-a-letra de 2+60+40+1+30+30+5+1+30+200+8+40+50+1+30+200+8+10+40), e a palavras "Allah" الله tem o valor 66 (1+30+30+5).

## Valores das letras
| Valor | Letra | Nome       | Trans- literação |
| 1     | ا     | ʾalif      | ʾ / ā            |
| 2     | ب     | bāʾ        | b                |
| 3     | ج     | jīm        | j                |
| 4     | د     | dāl        | d                |
| 5     | هـ    | hāʾ        | h                |
| 6     | و     | wāw        | w / ū            |
| 7     | ز     | zayn / zāy | z                |
| 8     | ح     | ḥāʾ        | ḥ                |
| 9     | ط     | ṭāʾ        | ṭ                |
|       |       |            |                  |

| Valor | Letra | Nome | Trans- literação |
| 10    | ى     | yāʾ  | y / ī            |
| 20    | ك     | kāf  | k                |
| 30    | ل     | lām  | l                |
| 40    | م     | mīm  | m                |
| 50    | ن     | nūn  | n                |
| 60    | س     | sīn  | s                |
| 70    | ع     | ʿayn | ʿ                |
| 80    | ف     | fāʾ  | f                |
| 90    | ص     | ṣād  | ṣ                |
|       |       |      |                  |

| Valor | Letra | Nome | Trans- literação |
| 100   | ق     | qāf  | q                |
| 200   | ر     | rāʾ  | r                |
| 300   | ش     | šīn  | š                |
| 400   | ت     | tāʾ  | t                |
| 500   | ث     | ṯāʾ  | ṯ                |
| 600   | خ     | ḫāʾ  | ḫ                |
| 700   | ذ     | ḏāl  | ḏ                |
| 800   | ض     | ḍād  | ḍ                |
| 900   | ظ     | ẓāʾ  | ẓ                |
| 1000  | غ     | ġayn | ġ                |

Poucos desses valores numéricos variam de uma sequência de Abjad para outra:
Os numerais Abjad equivalem a alguns sistemas mais antigos como os da numeração hebraica que ia até 400, a qual era conhecida como Guematria e era e ainda é usado em textos cabalísticos e de numerologia. Assim como a sequência de letras Abjad4, também são usados para marcar pontos de informações em textos, aí se incluindo os seis primeiros dias da semana. Os numerais gregos diferem bem mais dos Abjads (por exemplo, não há equivalentes no alfabeto grego para as letras ص, ṣād). O sistema da língua grega para relações de letras com números se chama isopsefia. Mesmo hoje em dia, as 27 letras gregas são usadas para numerar listas, sequências, hierarquias, etc.